# Yeopgijeog-in geunyeo
Yeopgijeog-in geunyeo (엽기적인 그녀) è un film del 2001 sudcoreano diretto da Kwak Jae-yong, in cui il protagonista incontra una ragazza ubriaca su un treno che gli cambierà la vita. È basato su una vera storia raccontata in una serie di lettere d'amore scritte da Kim Ho-sik, un uomo che inizialmente le pubblicò su internet e successivamente furono adattate in un romanzo.
Il film è conosciuto anche con il titolo internazionale My Sassy Girl.
Il film ha avuto un ottimo successo in Corea del Sud. Quando My Sassy Girl è stato distribuito nell'Asia dell'est divenne uno dei film più popolari dell'intera regione, in Giappone, Cina, Taiwan, Hong Kong, Singapore e anche nel sud-est asiatico, fino ad ottenere un successo paragonabile all'uscita di Titanic. Nel 2008 è stato prodotto un omonimo rifacimento americano con Jesse Bradford e Elisha Cuthbert nei ruoli dei protagonisti, e diretto da Yann Samuell. Nel 2016, a seguito di una co-produzione sudcoreana-cinese, uscì il seguito intitolato Yeopgijeogin Geunyeo 2.

## Trama

### Prima parte
Il film racconta la storia di uno studente, Gyeon-woo, e della ragazza di cui non è mai stato detto il nome nel film. Gyeon-woo sembra non riuscire ad avere una relazione, al punto che sua madre nel tentativo di aiutarlo gli dice di visitare sua zia per due ragioni. Primo perché Gyeon-woo le ricorda il figlio morto da poco tempo e poi perché c'è una ragazza che sua zia gli vuole presentare. Nonostante questo Gyeon-woo ha rifiutato più volte di andare da sua zia.
Il film incomincia con Gyeon-woo in cima a una montagna mentre parla nostalgicamente di una ragazza che ha conosciuto 2 anni prima e con cui aveva seppellito una capsula del tempo in quella montagna. Lei non è mai tornata a differenza di quello che aveva promesso. Nella scena successiva mentre Gyeon-woo è in uno studio fotografico a farsi una foto per il passaporto, riceve una telefonata da sua zia che finalmente può parlargli della ragazza che voleva fargli conoscere. A questo punto il film torna indietro all'inizio della vicenda.
A cena con degli amici Gyeon-woo riceve una telefonata da sua madre che gli ricorda di andare dalla zia, ma nonostante tutto decide di ignorare il messaggio e continua a mangiare. Più tardi alla stazione ferroviaria, con l'intenzione di raggiungere la zia, vede una ragazza ubriaca posizionata troppo vicino al limite della banchina con il treno in avvicinamento e interviene spostandola indietro. Sul treno Gyeon-woo osserva la ragazza vacillare, nonostante il suo odio per le ragazze ubriache è leggermente attratto. Dopo poco tempo la ragazza non riesce a trattenersi e vomita addosso a un passeggero e, poco prima di svenire, chiama Gyeon-woo "tesoro". Il passeggero rimprovera aggressivamente il ragazzo per le condizioni in cui è la sua fidanzata e lo invita a prendersene cura. Gyeon-woo, completamente confuso, decide di portare a peso la ragazza nell'hotel più vicino per farla riposare.
Dopo aver faticato per portarla fino in stanza decide di andarsi a fare una doccia ma è costretto a uscire mezzo nudo per rispondere al cellulare della ragazza che sta squillando e riferisce dove si trova la ragazza. Dopo essere tornato in bagno e aver finito la doccia si accorge che non ci sono asciugamani in bagno, appena esce per cercarne uno si apre la porta della stanza e una coppia di poliziotte lo arresta. Dopo essere uscito di prigione, dove ha subito atti di bullismo da parte di alcuni gangster, decide di tornare a casa. Sua madre lo colpisce con un tubo dell'aspirapolvere perché non è andato da sua zia, si vede un contro flashback in cui vengono raccontati i suoi fallimenti come studente.
A quel punto riceve una chiamata dalla ragazza che gli ordina di incontrarsi per spiegare come mai si trovava nudo nella stessa stanza con lei. L'atteggiamento della ragazza durante la telefonata è predominante rispetto al ragazzo e sarà una caratteristica durante tutto il film. Dopo essersi incontrati davanti a una stazione ferroviaria decidono di andare in un bar, lei lo invita a ordinare per poi criticare le sue scelte e ordinare per lui. Dopo aver bevuto soju lei incomincia a piangere e ammette che il giorno prima si era lasciata con il suo ragazzo e per il secondo giorno consecutivo si ubriaca e lui la deve accompagnare nel solito hotel.
Dopo questa seconda notte passata in hotel lei incomincia a diventare una parte attraente per la sua vita. Lei lo va a trovare a scuola e per farlo uscire prima convince il suo insegnante che lui è il padre del bambino che ha appena abortito. La ragazza continua a cambiare spesso d'umore, da felice ad aggressiva, ma nonostante tutto Gyeon-woo subisce le sue sfuriate e la lascia sfogare. Si scopre che lei è un'aspirante sceneggiatrice e vengono mostrati 3 diversi film da diversi generi. Il primo è un film d'azione - The Demolition Terminator in cui i ruoli dei due ragazzi sono invertiti e simbolicamente è la ragazza a salvare il proprio amore (Gyeon-woo). Il secondo è una perversa rappresentazione di una breve storia coreana - Sonagi in cui la ragazza sul punto di morte chiede che il suo amante venga sotterrato insieme a lei nonostante sia ancora vivo, causando una situazione divertente. L'ultimo è un film samurai pieno di cliché e anacronismi. Tutti e tre i film hanno una cosa in comune: la ragazza viene dal futuro.
Nonostante tutte le cose orribili Gyeon-woo resiste ed è determinato a curare le sofferenze della ragazza. In una scena lui decide di farle una sorpresa per il suo compleanno e durante la notte la porta in un luna park ma la visita finisce diversamente da come l'aveva immaginata: la coppia incontra un soldato che li tiene in ostaggio e gli parla dei propri problemi. Gyeon-woo lo convince a rilasciare la ragazza e lei a sua volta cerca di convincere il soldato a lasciare libero Gyeon-woo e ad andare avanti con la propria vita.

### Seconda parte
La seconda, e più drammatica, parte del film inizia con la ragazza che aspetta Gyeon-woo fuori dalla classe.
Lei sta camminando per l'università quando si rende conto del dolore provocato dai tacchi alti e convince Gyeon-woo a scambiare le scarpe.
Felicissima lei lo sfida a prenderla mentre lui indossa le scarpe con i tacchi.
Incomincia a piovere così decidono di tornare a casa della ragazza e Gyeon-woo sente la litigata tra la madre e la figlia a proposito della relazione con lui.
Per un po' di tempo smettono di sentirsi e senza di lei ricomincia a vivere liberamente.
Comunque un giorno lei lo chiama e gli dice di portarle una rosa in classe per il loro anniversario dei 100 giorni.
Lui lo fa, in una scena toccante e romantica in cui si presenta in incognito in auditorium mentre la ragazza sta suonando sul palco la melodia di George Winston, il Canone di Pachelbel.
Davanti a una classe di sole ragazze lui consegna la rosa alla ragazza ricevendo applausi per il gesto romantico.
Successivamente si scopre che un simile gesto è stato fatto dal precedente fidanzato della ragazza.
A fine serata Gyeon-woo ha una discussione con i genitori di lei, il padre è infuriato perché la ragazza è ancora ubriaca e gli chiede di finire la relazione.
Dopo diverso tempo la ragazza lo chiama per incontrarsi a cena.
Quando lui arriva scopre che lei ha un appuntamento e Gyeon-woo viene presentato come solo un amico.
Durante la cena la ragazza si allontana in fretta lasciando soli Gyeon-woo e il ragazzo.
Il primo fornisce molti consigli su come agire con la ragazza e come fare per renderla felice seguendo dieci regole.
Lui elencando le regole mostra sofferenza e devozione per la ragazza.
Quando lei torna il ragazzo al tavolo comincia a elencare le regole e in quel momento lei realizza quanto Gyeon-woo la conosce bene.
Lei interrompe subito l'appuntamento per andare a cercare Gyeon-woo e una volta riuniti si rendono conto che sono a un punto di svolta nella loro relazione.
Decidono di andare su una montagna dove lei svela una capsula del tempo.
Nella notte precedente avevano scritto i propri sentimenti e decidono di sotterrarli nella capsula vicino a un particolare albero.
Si mettono d'accordo per reincontrarsi dopo due anni per rileggere le lettere e dopo averle seppellite prendono strade diverse.

### Terza parte
Durante i due anni separati Gyeon-woo ha lavorato intensamente per migliorarsi in diverse maniere, anche scrivendo My Sassy Girl di cui qualcuno ha comprato i diritti d'immagine.
Quando il giorno di rincontrarsi arriva lui raggiunge la montagna ma la ragazza non si presenta.
Comunque decide di aprire la capsula del tempo e legge la lettera della ragazza e scopre l'origine dei comportamenti della ragazza: Gyeon-woo le ricorda il ragazzo precedente che, invece di rompere con lei, era morto prima che lei conoscesse Gyeon-woo.
Durante il tempo passato insieme la ragazza continuava a vedere la madre del suo ex ragazzo la quale voleva presentarle un giovane bel ragazzo.
Un anno dopo la visita di Gyeon-woo all'albero si presentò la ragazza.
Seduto sotto l'albero c'era un uomo e durante una conversazione le dice che quell'albero non è più lo stesso perché quello originale è stato bruciato da un fulmine e quello è solo un albero simile piantato da un giovane uomo che era triste per la fine fatta dall'albero.
La ragazza disse che aveva sperato che il destino ricongiungesse la coppia durante i due anni.
Appena incomincia a leggere la lettera vide un Ufo volare via, questo gli fece credere che in realtà l'uomo incontrato prima fosse stato Gyeon-woo arrivato dal futuro.
La ragazza cercò di chiamare diverse volte Gyeon-woo ma scoprì che il numero chiamato era cambiato o inesistente.
A questo punto il film passa a una scena in cui Gyeon-woo entra in una stazione ferroviaria, indossando gli stessi vestiti che stava indossando all'inizio del film.
Il flashback è finito e adesso si rivede la scena dal punto in cui Gyeon-woo esce dallo studio fotografico.
Il ragazzo è chiuso fuori dalle porte del treno, presumibilmente ignorando che la ragazza è su di esso, ma dopo pochi secondi sembra realizzare chi sta osservando di spalle.
Mentre il treno parte lui prova a rincorrerlo ma deve rinunciare.
Al pranzo con la madre del suo ex ragazzo dopo un anno e mezzo, la ragazza è sorpresa di sentire una voce familiare che si scusa per il ritardo.
La madre introduce suo nipote, Gyeon-woo, che aveva cercato di presentarle per anni.
La madre, che è la zia di Gyeon-woo dice alla ragazza di uscire con lui nella speranza che le possa rendere la vita più facile.
Lei dice a Gyeon-woo che la ragazza può dargli dei consigli per il viaggio che vuole fare in Inghilterra, ma lui risponde "Io adesso non devo andare da nessuna parte".
La coppia si prende mano nella mano sotto il tavolo e la ragazza dice che le sembra di aver conosciuto un uomo dal futuro.
Il finale mostra dei flashback con scene di un compleanno quando la coppia mostra le proprie carte d'identità mentre entrano in un bar indossando le uniformi scolastiche.

## Colonna sonora
1. Intro
2. I Believe - Shin Seung-hun
3. Love & Longing
4. Episode 1
5. Bi nae ri neun bam - ?
6. Hands Of Time - Ueda Masaki
7. Episode 2 (Bip Bop)
8. Ee byul joon bi - Kim Jo-han
9. Big Money - Big Money & X-Teen
10. Gyuh ool na geu ne
11. Episode 3 (geu nyuh eh saeng il)
12. Ja jang ga (Lullaby)
13. Sarang neu ggim - Jo Kyun-chan
14. Another Life (Intro)
15. Another Life - Deen
16. Behind Of You (Instrumental)
17. Episode 4 (Reg Time)
18. Lost Memory
19. Gat eun mam eu ro - Various Artists
20. I Believe (With Piano)

La canzone coreana intitolata "I Believe" di Shin Seung-hun è il tema principale del film.
È stata tradotta in diverse lingue asiatiche come il Giapponese, Cinese e Filippino.
Inoltre ci sono due scene nel film che hanno delle diverse soundtrack in base al tipo di distribuzione, in particolare la EDKO e la Starmax.
- Nella scena dove Gyeon-woo, nella seconda sceneggiatura della ragazza, è nel villaggio e sta combattendo con l'eroina, la distribuzione EDKO ha una canzone coreana mentre la distribuzione Starmax ha una traccia diversa.
- Nella scena dove Gyeon-woo scambia le proprie scarpe con quelle della ragazza è presente ancora nella distribuzione EDKO una canzone coreana mentre nella distribuzione Starmax è presente la canzone "My Girl" dei The Temptations.

## Accoglienza
Nel 2001 Yeopgijeog-in geunyeo divenne il secondo film in ordine di biglietti venduti nazionalmente con 4.852.845 biglietti di cui 1.765.100 a Seul durante le 10 settimane di presenza nei cinema.

## Riconoscimenti
| Evento                         | Premio                                   |
| ------------------------------ | ---------------------------------------- |
| Hong Kong Film Award           | Miglior Film Asiatico                    |
| Hochi Film Award               | Miglior Film in lingua straniera         |
| Grand Bell Award               | Migliore attrice - Jun Ji-hyun           |
| Grand Bell Award               | Miglior sceneggiatura, - Kwak Jae-yong   |
| Fant-Asia Film Festival        | Film più popolare                        |
| Blue Dragon Awards             | Miglior attore esordiente - Cha Tae-hyun |
| Awards of the Japanese Academy | Miglior film straniero - Nominated       |

## Remake

### Film americano
Il remake americano di questo film è ambientato a Central Park in New York. Ha ricevuto molte critiche negative dagli spettatori, in particolare dai fan della versione originale.

### Dorama
Tsuyoshi Kusanagi e l'attrice Rena Tanaka sono i protagonisti nel dorama con lo stesso nome che è stato trasmesso nell'aprile 2008.

### Film di Bollywood
Una versione di Bollywood chiamata Ugly Aur Pagli con Ranvir Shorey e Mallika Sherawat è stata pubblicata il primo agosto 2008. Il film è stato diretto da Sachin Khot.